# عبود خواجه
عبود زين خواجة السقاف (29 نوفمبر 1972 -)، مُغني يمني ويملك الجواز القطري. بدأ مشواره الفني في سن مبكر وتحديداً في عام 1984م في المدرسة حيث كان يُغني واكتشفه مُعلم مادة الموسيقى الاستاذ محمد عدول عام 1982 وكان وقتها عبود في العاشرة من عمره. يذكر أن عبود ينتمى إلى عائلة موسيقية فلديه خمسة إخوة، جميعهم في فرق موسيقية.

## بداياته
دخل عبود عالم الغناء الشعبي وقدم اغاني عديدة عديدة منها "كل شي فيك زين"، "وقال مصالحي"، "وعلى شاطئ البحيرة" وغيرها من الاغاني التي عرف بها الجمهور صوت عبود خواجه في اليمن وخارجه، إضافة إلى ذلك أربعة أوبريتات وطنية رسمية، ويعتبر عبود خواجة من أهم المتواجدين على الساحة الموسيقية في الوطن العربي تطريباً وتدقيقاً على آلة العود، إضافة الي إتقانه أداء الفن الخليجي.

## أعمال
من أعمال الفنان عبود خواجه البومات قديمة :
- غنية يالحج مني سلام
- أغنية أبن درعان
- أغنية المهاجر

## أغاني منفردة
- ياقو قلبك
- ياساري الليل
- أنا أستاهل اللي صار
- أمانه ياهنود
- كل شي فيك زين
- مدري سبقني الشوق
- حاكم زمانك
- اغاني للحراك الجنوبي
- مثل خاتم

## حضوره الإعلامي
المقابلات الفنية :
- تمت أستضافته في قناة الوطن الكويتية في برنامج تو الليل سنة 2007 – 2015
- تمت أستضافته في تلفزيون الكويت ببرنامج سوالفنا ذكرى 2015. وبرنامج الليلة في 2017
- تمت أستضافته في أذاعة دولة الكويت الكويت برنامج عدنيات 2017
- تمت أستضافته في أذاعة صوت الخليج قطر – أكثر من أربع مقابلات
- أضاف إلى برنامج 102أف أم عرض على قناة الريان
- تمت أستضافته في أذاعة أمارات أف أم 2009 – 2012

## المهرجانات
- مهرجان الربيع في قطر عدة دورات
- مهرجان خريف صلالة
- مهرجان الجزائر
- مهرجان الاغنية اليمنية في لندن
- مهرجان هلا فبراير الكويت
- مهرجان جرش - الأردن
- مهرجان الدورة الأولمبية للألعاب الرياضية في قطر.
- مهرجان الحرير في سوريا 2010
- ليلة صوت الارض (طلال مداح) الرياض 2023

## وصلات خارجية
- عبود خواجه على موقع قاعدة بيانات الأفلام العربية
- عبود خواجه على موقع ميوزك برينز (الإنجليزية)